# Family Four på Berns
Family Four på Berns är ett livealbum från 1973 av den svenska popgruppen Family Four, med gruppens mest framgångsrika konstellation: Berndt Öst, Marie Bergman, Agnetha Munther och Pierre Isacsson.
Skivan utgavs på RCA Victor och producerades av Lars von Berlepsch och Rune Andréasson.

## Spår
1. Hejsan (Berndt Öst, Pierre Isacsson)
2. Daytripper (John Lennon, Paul McCartney, Marie Bergman)
3. Kalla't va' du vill (Benny Andersson, Björn Ulvaeus, Stikkan Anderson)
4. The Windows of the World (Burt Bacharach, Hal David)
5. Don't Pass Me By (Ringo Starr)
6. Mustalainen (traditionell, arr: Berndt Öst)
7. Ranungens vågor (J-E Öst)
8. Fåglar (Nu kan hela vår värld sjunga med) (Lovers' Song) (Ned Miller, Berndt Öst)
9. Lite vänskap (Marie Bergman)
10. Potpurri
  1. Moonlight Serenade (Glenn Miller)
  2. Love Letters in the Sand (J. Fred Coots)
  3. Yes, Sir That's My Baby (Donaldson)
  4. Chattanooga Choo Choo (M. Gordon, H. Warren)
  5. Shine on Harvest Moon (Bayes, Norworth)
  6. Moonlight and Shadows (Robin, Hollander)
  7. Cow-Cow Boogie (Raye, Paul, Carter)
  8. When the Red, Red Robin Comes Bob Bob Bobbin' Along (Woods)
11. Hela kvällen är vår (Dean, Gösta Rybrant)
12. Det är skönt att få va' här igen (Loewe, Lerner, Pierre Isacsson)
13. Varm korv-boogie (Owe Thörnqvist)
14. Last Thing on my Mind/Det va' inte menat så (Tom Paxton, Owe Junsjö)